# Parc de la Serralada de Marina

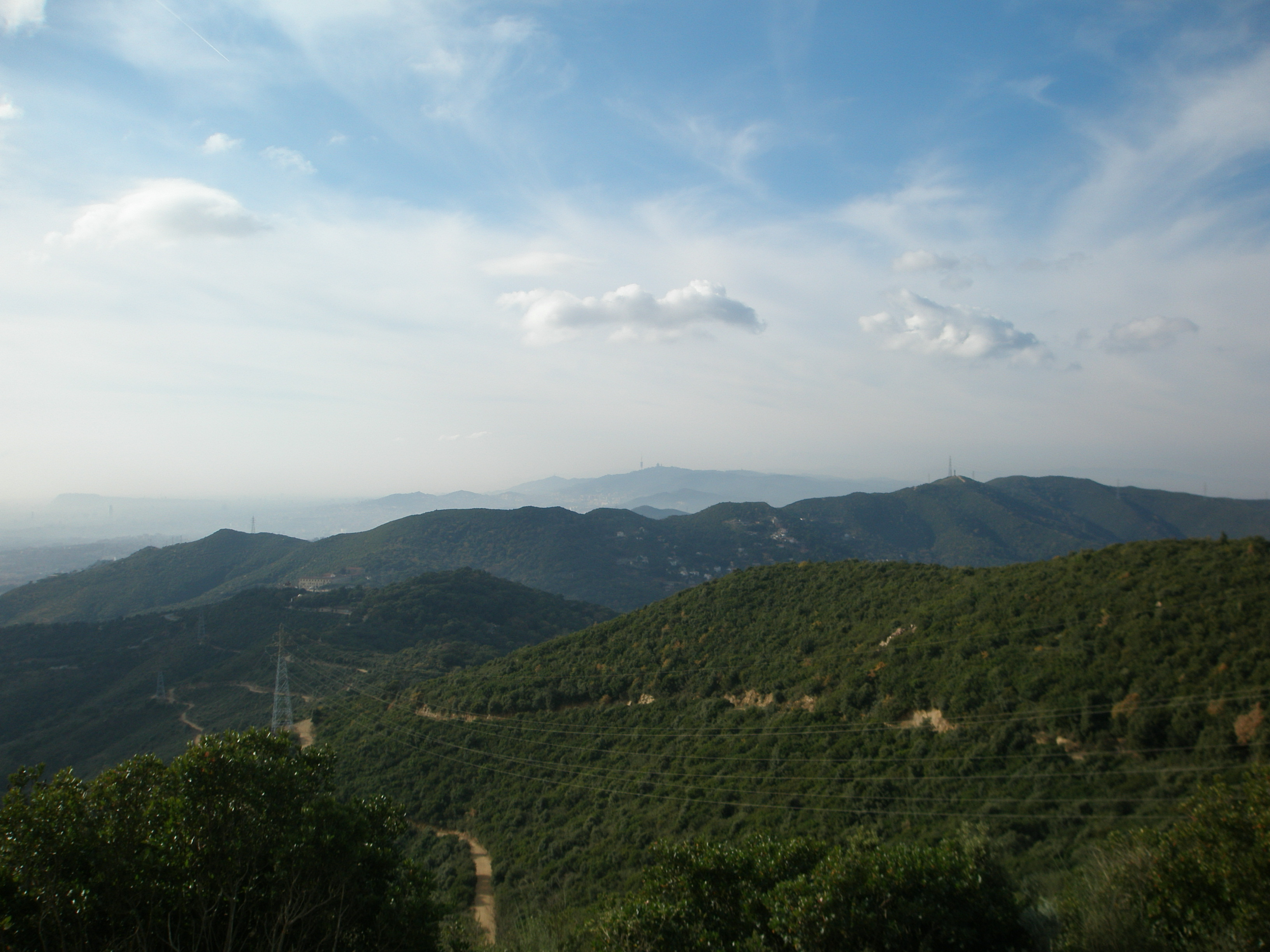
Vista des del Turó de Galzeran (485 m)

El Parc de la Serralada de Marina és un espai protegit situat a la Serralada de Marina. Forma part de la Xarxa de Parcs Naturals protegits, promoguts i gestionats per la Diputació de Barcelona.
El Consorci del Parc de la Serralada de Marina està integrat pels municipis de Tiana, Badalona, Santa Coloma de Gramenet, Montcada i Reixac, Sant Fost de Campsentelles, la Mancomunitat de Municipis de l'Àrea Metropolitana de Barcelona i la Diputació de Barcelona.
El Pla especial, sensible a la problemàtica que presenten els espais periurbans, regula aquest territori i estableix els criteris bàsics de protecció i millora ambiental i paisatgística, compaginant la conservació del patrimoni natural i cultural amb l'ús de l'espai i el manteniment de les activitats econòmiques.

## Situació
El Parc de la Serralada de Marina comprèn el sector Sud de l'anomenada Serra de Marina, entre la zona de Sant Mateu-Céllecs i Santa Coloma de Gramenet. Comprèn una superfície de 4.000 hectàrees, una part de les quals resta inclosa en l'Espai Natural de la Conreria-Sant Mateu-Céllecs, definit en el Pla especial.
La Serra de Marina ocupa la franja Sud-oest de la Serralada litoral catalana, en la prolongació del Montnegre i la Serra del Corredor. Es troba entre el riu Besòs i el coll de can Bordoi, entre Alella i Santa Coloma de Gramenet. Uneix la serra de Collserola amb la serralada Marina-Montnegre.

## Medi físic
El Parc de la Serralada de Marina correspon a una zona de 3.032 hectàrees. Geogràficament, la zona correspon a l'extrem meridional de la serralada de Marina, en el sector conegut com la serra de la Conreria. Aquesta serra segueix en paral·lel el traçat de la costa mediterrània, de Sud-oest a Nord-est. L'altitud màxima de la serra és el turó de Galzeran (485 m).
El clima és de tipus mediterrani litoral amb temperatures mitjanes al voltant dels 15 graus i precipitacions entre 500 i 600 mil·límetres. Pertany a la regió bioclimàtica boreomediterrània (amb influències medioeuropees i atlàntiques pel vessant vallesà).
El relleu és, en general, arrodonit, a causa del modelat propi de l'erosió sobre els materials granítics predominants, només trencat en determinats indrets per afloraments d'altres litologies. Els torrents i les rieres acostumen a formar lleres aixaragallades a les parts més altes i de major pendent, per donar lloc a cursos més suaus i amples a les valls mitjanes i baixes. A més dels fenòmens d'erosió hídrica concentrada que dona lloc a la xarxa hidrogràfica, l'elevada erosionabilitat de bona part dels sòls, formats per sauló, representa una gran fragilitat quan aquests es presenten desprotegits per l'eliminació de la coberta vegetal.
Entre els aspectes que donen singularitat i valor al medi destaquen les morfologies que trenquen el suau relleu predominant, com els afloraments de dics i les àrees de modelat granític –que donen lloc als característics camps de boles–, i que es concentren a les parts centrals, i més altes, de la serralada. Aquesta zona central, del Puig Castellar al turó de Galzeran, recull a més bona part dels miradors que ofereixen una espectacular visió de la meitat Nord de l'Àrea Metropolitana de Barcelona i de les serres que l'envolten. Per contra, a les parts més baixes, com ja s'ha indicat, és on es troben les morfologies pròpies de les rieres i torrents mediterranis, de gran interès natural, paisatgístic i territorial.
L'activitat lligada a l'explotació forestal és testimonial. L'elevat ús públic dels boscos i la seva funció social i protectora del mitjà predominen sobre l'activitat econòmica.
Quant a l'activitat agrària, hi ha 240 hectàrees qualificades com a sòls agrícoles, i la meitat corresponen a vinya i la resta a horts, farratges i cereals.
Avui dia, molts terrenys agrícoles tradicionals pertanyen a zones periurbanes i pateixen una forta pressió urbanística. En el sector industrial destaquen especialment les activitats extractives a cel obert, que han deixat i deixen una fonda petjada sobre el medi i paisatge.

## Flora i fauna
Per la seva ubicació geogràfica, la Serra de Marina està situada a la regió biogeogràfica mediterrània, si bé les diferències de relleu i orientació originen una notable riquesa d'espècies i diversitat de sistemes naturals.
L'orientació ombrívola dels vessants vallesans comporta formacions pròpies de zones més humides, com els alzinars i les rouredes. Els sistemes naturals dels vessants de solana són propis de zones seques. Així, la vegetació d'aquestes orientacions està constituïda per comunitats arbustives i herbàcies, amb algunes clapes arbòries, principalment de pi pinyoner.
On dominen les formacions arbustives baixes trobem espècies de fauna pròpia dels espais oberts, algunes força rares a Catalunya com nidificants i migratòries transaharianes.
Els vertebrats constitueixen el grup faunístic més ben estudiat. Als rius no hi ha peixos tot i la presència d'invertebrats aquàtics. Els amfibis estan força ben representats sense que hi hagi cap element excepcional. El mateix podem afirmar dels rèptils, però cal assenyalar la no presència de la serp d'Esculapi i de l'escurçó ibèric antigament referenciats i actualment no renovat.
D'acord amb el predomini dels ambients mediterranis a l'àrea d'estudi, tant oberts com forestals, els poblaments d'ocells mostren també un important component d'espècies d'aquests dos tipus d'hàbitats. Cal remarcar, però, la presència de determinades espècies rares dels espais oberts, que ocupen les comunitats arbustives de la solana de la serra; es tracta de migradors transaharians com el còlit ros (Oenanthe hispanica), el tallarol emmascarat (Sylvia hortensis), el capsigrany (Lanius senator) i el trobat (Anthus campestris).
És remarcable el nombre de rapinyaires que nidifiquen a la zona, tanmateix cal esmentar l'interès de la nidificació d'una parella de duc (Bubo bubo).
Entre els mamífers, hom hi troba tant l'eriçó fosc (Erinaceus europaeus), que ocupa les zones ombrívoles, i el mediterrani (Atelerix algirus), en els ambients arbustius més eixuts. Pel que fa als rosegadors, s'ha localitzat l'esquirol (Sciurus vulgaris) i el ratolí de bosc (Apodemus sylvaticus). S'ha constatat també la presència de la guilla (Vulpes vulpes), la fagina (Martes foina), el toixó (Meles meles), el gat mesquer o geneta (Genetta genetta) i el senglar (Sus scrofa). És molt abundant en determinats sectors el conill (Oryctolagus cuniculus) i destaca per la seva extrema raresa la llebre (Lepus europaeus).

## Activitats i programes

### Programa Viu el parc
Viu el parc és un programa organitzat per l'Àrea d'Espais Naturals i Infraestructura Verda de la Diputació de Barcelona amb la col·laboració dels ajuntaments de l'àmbit de cada parc.
El programa ofereix activitats plàstiques, escèniques, musicals, literàries, folklòriques i de difusió del patrimoni natural i cultural que es porten a terme, durant un determinat període de l'any, tant a l'interior dels parcs com en els municipis que tenen el seu terme municipal dins dels límits de l'espai protegit.
El programa inclou en cada edició un apartat específic adreçat als escolars dels municipis del parc.
El programa Viu el parc del Parc de la Serralada de Marina es desenvolupa durant el mes d'abril.